# IQAir
IQAir — швейцарська компанія-виробник систем очищення повітря.

## Історія
У 1963 році, в Німеччині, брати Манфред і Клаус Хаммеси створили один з перших повітряних фільтрів для домашніх вугільних печей, який призначається для очищення повітря від сажі. Незабаром Манфред, будучи хворим хронічною астмою, зауважив, що після установки винайденого ними фільтра, у нього скоротилася кількість нападів взимку. Протягом 1960-х і 1970-х років Клаус Хаммес продовжував пристосовувати фільтр для інших систем опалення, таких як радіатори, обігрівачі та пристрої примусового повітряного опалення та охолодження. У 1982 році він переніс штаб-квартиру компанії в Швейцарії.
На початку 1990-х років Френк Хаммес, син Клауса, приєднався до сімейного бізнесу. Після співпраці з компанією Mercedes-Benz над створенням салонного фільтра для легкових автомобілів, Френк звернув увагу на можливість використання очищувачів повітря з примусовим вентилятором. Так, він починає розвивати новий вид пристроїв очищення повітря медичного призначення. Спільно з групою швейцарських і німецьких інженерів протягом чотирьох років Френк працював над цим проектом. І навесні 1998 року була випущена перша система HealthPro Plus. Спочатку цей очищувач повітря був доступний тільки в Європі та Азії, але в 2000 році став доступний і в США. У 2001 році до сімейного бізнесу приєднався другий син Клауса Хаммеса — Йенс, що розширює IQAir в Азії і на Близькому Сході.

## Діяльність
Під час спалаху атипової пневмонії в Гонконзі в 2003 році орган управління державними медичними установами Гонконгу «Hospital Authority» вибрав портативні очищувачі повітря IQAir. У дослідженні, опублікованому в журналі «Hospital Infection» повідомили, що очищувач повітря IQAir Cleanroom H13 знижує кількість MRSA в лікарняних палатах. Інше дослідження, проведене в Сінгапурі «General Hospital» та опубліковане в Американському журналі інфекційного контролю в 2010 році показало, що використання очищувачів з HyperHEPA фільтрами знижує поширення аспергільоз на 50 %. Дослідження проводилися також у Росії і показали результат.
У 2004 році компанія IQAir розпочала співпрацю з ТВ-шоу на каналі ABC «Extreme Makeover: Home Edition», де встановлювали свої системи очищення повітря в будинках сімей з проблемами зі здоров'ям. У першому своєму епізоді IQAir встановили систему в будинку дівчинки зі слабкою імунною системою через виробленої трансплантації серця. З тих пір IQAir брав участь в 9 головних випусках, коли було необхідно створити чистий і здоровий повітря всередині приміщень.
На Олімпіаді в Пекіні в 2008 році IQAir представляла команду збірної США. Олімпійський комітет попросив компанію забезпечити очищення повітря для спортсменів у житлових приміщеннях в Олімпійському селищі і на головному навчальному закладі в Китаї.
На даний момент продукти компанії поділяються на 4 категорії: портативні кімнатні очищувачі повітря (з 1998 року), портативні лазерні лічильники частинок (з 2000 року), HVAC-очисники (з 2006 року) і великі комерційні системи очищення (з 2013 року).

## Нагороди
IQAir's здобула декілька нагород у своїй сфері діяльності:
- Інститут Stiftung Warentest[en] (Німеччина) «Best Air Purifier» 1998[19]
- Apartment Therapy (США) «Best Product» 2008[20]
- Фінського інституту охорони праці «Best Air Purifier» 2012[21]
- Журнал «Reviewboard» (США) «Best Buy» 2012[22]
- Parent Tested/Parent Approved (USA) «Award Winning Product» 2013[23]
- ConsumerSearch (США) «Best Overall Air Purifier» Award 2011, 2013[24]
- The Gadgeteer (США) «Best Gadget of the Year» Award 2017, 2017[25]
- International Housewares Association Global Innovation «Award for Product Design Personal Care» 2019[26]
- TWICE VIP (США) «Award for Home Care Devices» 2019[27]
- Evening Standard (США) «Best Air Purifier» 2019[28]
- AirParif «AirLab» Microsensor Challenge Laureate 2019[29]
- BK Magazine awarded AirVisual «App of the Year» 2019[30]